# Tachina breviceps
Tachina breviceps är en tvåvingeart som först beskrevs av Zimin 1929.  Tachina breviceps ingår i släktet Tachina och familjen parasitflugor. Inga underarter finns listade i Catalogue of Life.